# Gerda von der Osten
Gerda von der Osten (* 14. Mai 1904 in Berlin als Gertrud Martha Else Franke; † 2. März 1946 ebenda) war eine deutsche Theater- und Filmschauspielerin.

## Leben
Die Klempnertochter vermählte sich 1931 mit dem Kaufmann Willy von der Osten. Bei der Aufführung von Gerhart Hauptmanns Vor Sonnenuntergang 1937 im Rose-Theater in Berlin spielte sie in dessen Beisein die Hauptrolle der Inken Peters.
1942 verkörperte sie die Portia in William Shakespeares Drama Der Kaufmann von Venedig.
Die Schauspielerin starb 1946 im Sankt Gertrauden-Krankenhaus in Berlin-Wilmersdorf an einer Lungenentzündung.

## Filmografie
- 1937: Kapriolen
- 1937: Der Unwiderstehliche
- 1942: GPU
- 1943: Germanin – Die Geschichte einer kolonialen Tat

## Hörspiele
- 1945: Gotthold Ephraim Lessing: Nathan der Weise – Bearbeitung und Regie: Hannes Küpper (Berliner Rundfunk)